# Antifaschistischer Landesrat der Volksbefreiung Kroatiens

Emblem des ZAVNOH

Der Antifaschistische Landesrat der Volksbefreiung Kroatiens (kroatisch Zemaljsko antifašističko vijeće narodnog oslobođenja Hrvatske), kurz ZAVNOH, wurde am 13. Juni 1943 als oberstes Gremium der antifaschistischen Bewegung in Kroatien während des Zweiten Weltkrieges gegründet. Nach dem Balkanfeldzug (1941) und der Zersplitterung des Königreichs Jugoslawien durch die Achsenmächte entstand der Unabhängige Staat Kroatien unter der Herrschaft der faschistischen Ustascha. Gleichzeitig bestand der ZAVNOH aus Vertretern der Kroatischen Bauernpartei HSS, der Kommunistischen Partei Jugoslawiens KPJ, der von Serben geführten Unabhängigen Demokratischen Partei und solchen ohne Parteizugehörigkeit.

Die Flagge der kroatischen Partisanenbewegung und vom 8. Mai 1945 bis 17. Januar 1947 die Flagge der Sozialistischen Republik Kroatien.

Im September 1943 unterstanden der Partisanenbewegung in Kroatien unter Andrija Hebrang bzw. dem ZAVNOH mit etwa 78.000 Tito-Partisanen, mehr Partisanen als den Partisanenbewegungen in Serbien, Montenegro, Slowenien und Mazedonien zusammen. Insgesamt schlossen sich in den Jahren 1941 bis 1945 der Partisanenbewegung in Kroatien 228.474 Menschen an, davon 61 Prozent Kroaten (140.124), 28 Prozent Serben (63.710) und andere ethnische Gruppen (Slowenen, Muslime, Montenegriner, Italiener, Ungarn, Tschechen, Juden und Jugoslawiendeutsche).

## Geschichte

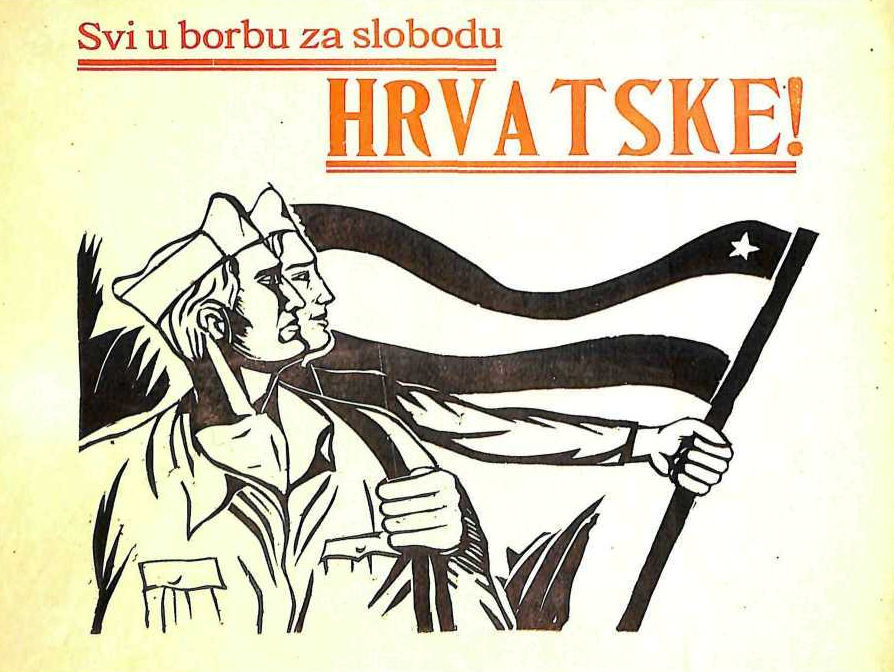
Propagandaplakat der kroatischen Partisanenbewegung mit der Parole „Alle zum Kampf für die Freiheit Kroatiens!“

Die antifaschistische Bewegung hatte bereits eine beachtliche Stufe der Organisation erreicht, als die politische Führung der Tito-Partisanen am 13. Juni 1943 im Namen des kroatischen Parlaments (Sabor) zur Gründungssitzung des ZAVNOH zusammenkam. Die Zahl der Nationalen Befreiungskomitees auf Gemeinde-, Bezirks- und Regionalebene in Kroatien stieg von 677 Ende 1941 auf 1.609 am Ende des Jahres 1942 und erreichte 4.596 gegen Ende 1943.
Auf der Sitzung in Topusko bei Sisak im Mai 1944 erklärte sich der ZAVNOH zum obersten gesetzgebenden und exekutiven Organ des kroatischen Teilstaates des neuen „Demokratischen föderativen Jugoslawiens“. Im Mai 1944 unterstanden dem ZAVNOH 1.350 Grundschulen mit 90.000 Schülern und mehr als 2.300 Lehrern, 30 Hochschulen sowie 20 Verlage die 270 Schriftreihen produzierten. Nach der Übernahme der Hauptstadt Zagreb am 8. und 9. Mai 1945 siedelte der Rat dorthin über. Bei seiner letzten Versammlung wurde der Beschluss gefasst, ZAVNOH zukünftig als Narodni sabor Hrvatske (Volksparlament Kroatiens) zu bezeichnen.

## Sitzungen

### 1. Sitzung
- 13. Juni 1943 in Otočac und am 14. Juni 1943 an den Plitvitzer Seen.

Vladimir Nazor wurde zum Vorsitzenden gewählt. Der hochrangige Partisanenführer Milovan Đilas besuchte diese Sitzung und schrieb später darüber:

„Nirgendwo war eine Machtstruktur so auffällig und so real wie auf diesem befreiten Gebiet. Das wurde nicht nur in der besseren Kleidung und Nahrung der Mitarbeiter und Agenturen, sondern auch in der offiziellen, bürokratischen Arbeitsweise deutlich. ZAVNOH [...] hatte jedes Auftreten einer Versammlung und einer Regierung. [...] Alle Arten von Schulen wurden betrieben; Agenturen tauschten Berichte und Rundschreiben aus.“

### 2. Sitzung
- 12. bis 15. Oktober 1943 in Plaški

In seiner Eröffnungsrede stellte der hochrangige Partisanenführer Moša Pijade vor allem die weitreichende Beteiligung der kroatischen Intelligenz an der Partisanenbewegung in Kroatien heraus und stellte fast das gänzliche Nichtvorhandensein einer solchen Beteiligung in Serbien fest. Nur eine kleine Anzahl habe sich in Belgrad dem Widerstand angeschlossen. Zudem werde das Gestapo-Gefängnis Glavnjača von den denselben Kriminellen und Henkern betrieben, die das berüchtigte Gefängnis bereits zur Zeit des Königreichs Jugoslawien betrieben hätten.

### 3. Sitzung
- 8. und 9. Mai 1944 in Topusko

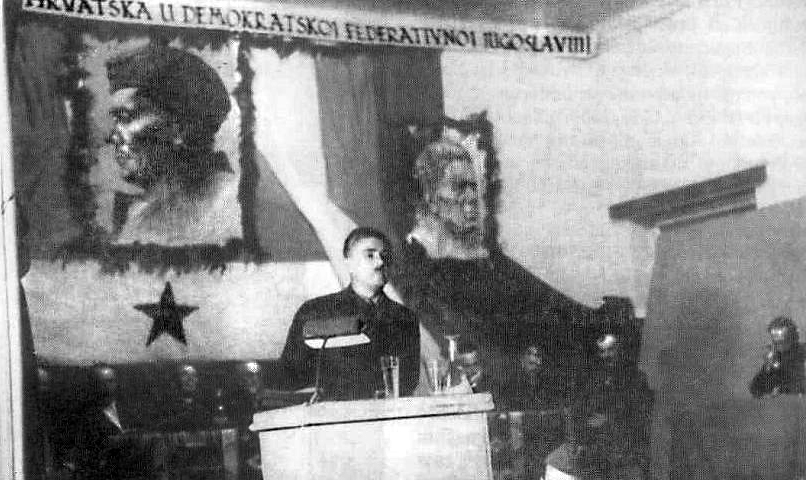
Andrija Hebrang spricht auf der 3. Sitzung des ZAVNOH am 8. Mai 1944 in Topusko bei Sisak. Im Hintergrund Bilder Titos und der Flagge der kroatischen Partisanenbewegung.

Der ZAVNOH erklärte sich am 9. Mai 1944 zum obersten gesetzgebenden und exekutiven Organ des kroatischen Teilstaates des neuen Demokratischen föderativen Jugoslawiens. Zu diesem Zeitpunkt bestand das zehnköpfige Präsidium des ZAVNOH aus drei Vertretern der Kroatischen Bauernpartei HSS (Franjo Gaži, Stjepan Prvčić, Filip Lakuš), zwei Vertretern der Kommunistischen Partei Jugoslawiens KPJ (Andrija Hebrang, Ivan Gošnjak), zwei Vertretern der mit der HSS zusammenarbeitetenden serbischen Unabhängigen Demokratischen Partei (Parteiführer Rade Pribičević, Simo Eror) und drei unabhängigen Vertretern ohne Parteizugehörigkeit (katholischer Priester Svetozar Ritig, Schriftsteller Vladimir Nazor, Ante Mandić).

### 4. Sitzung
- 21. August 1945 in Zagreb (im Gebäude des kroatischen Parlamentes)